# Colchester

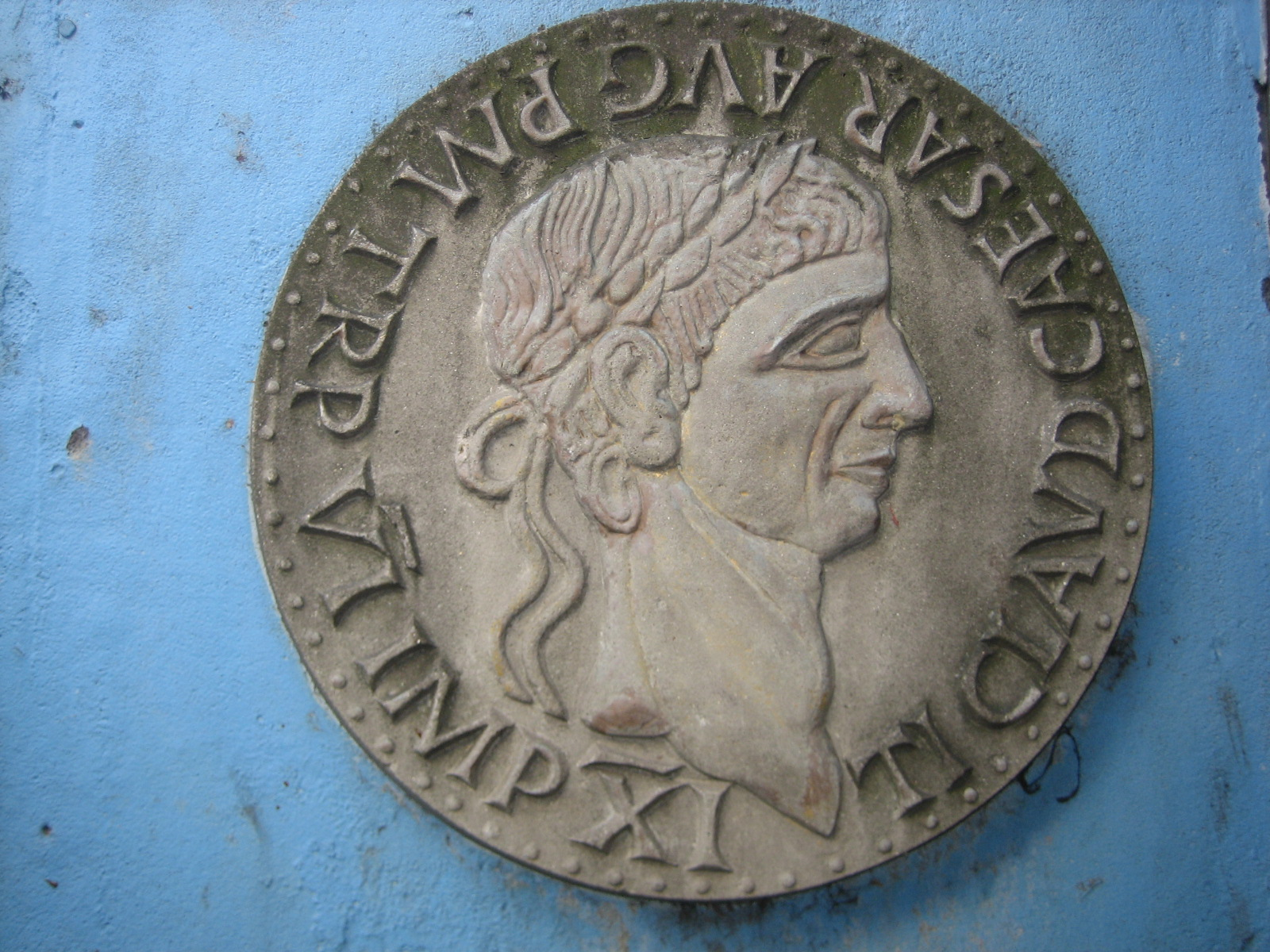
Półmetrowa betonowa moneta rzymska z wizerunkiem cesarza Klaudiusza, upamiętniająca obecność Rzymian (przejście podziemne pod Southway, przy stacji Colchester Town)

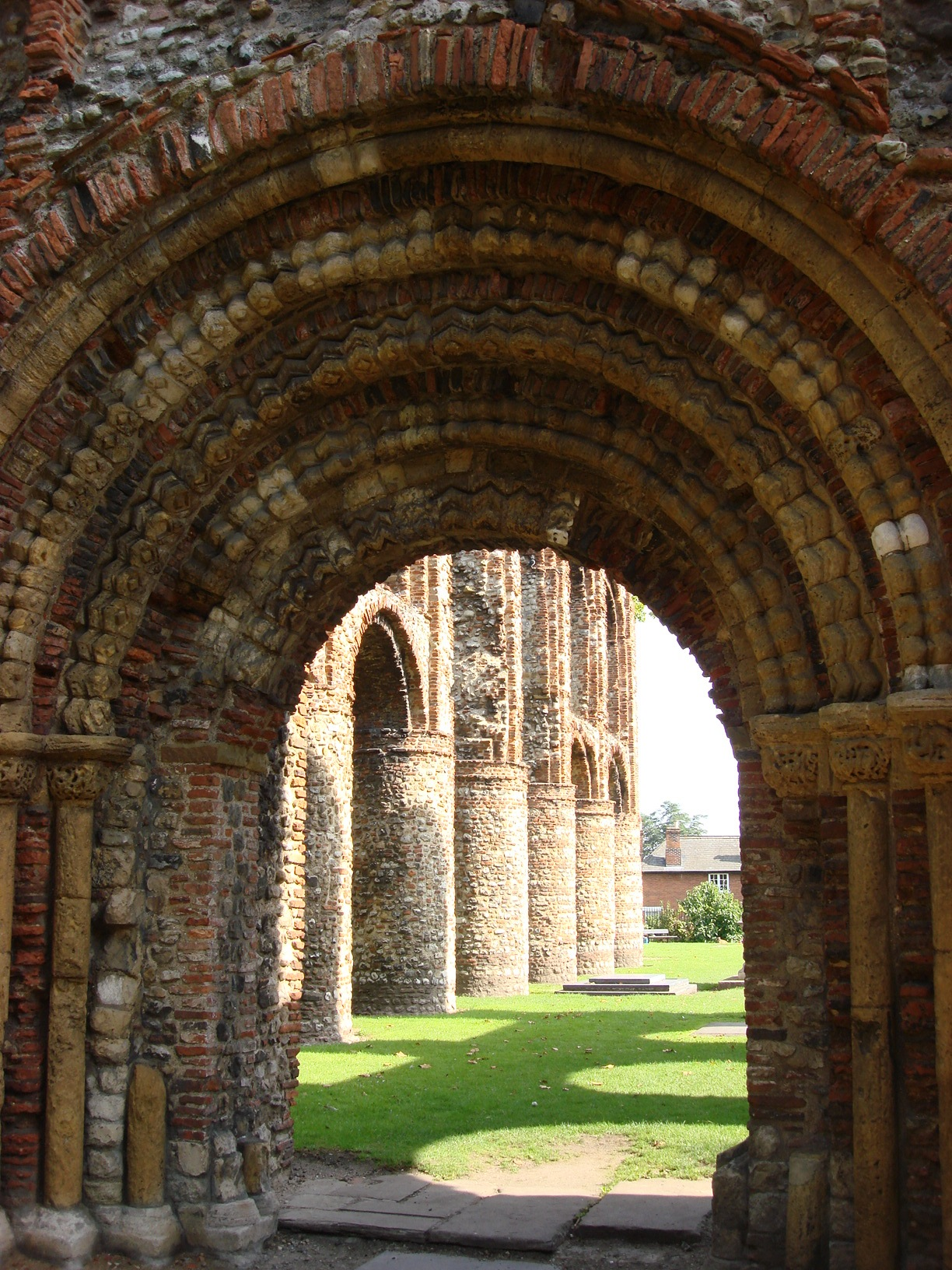
Portal nad wejściem do jedenastowiecznego klasztoru św. Botolfa

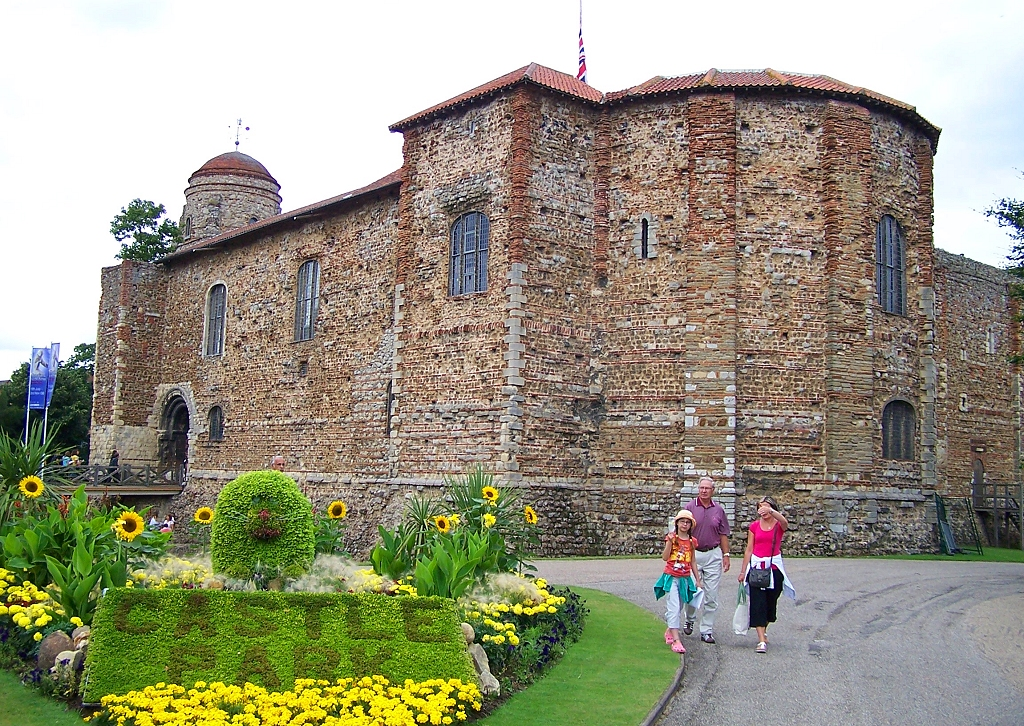
Zamek z XI w.

Colchester (IPA ˈkəʊltʃɛstə) – miasto o statusie city w Wielkiej Brytanii, w Anglii, w hrabstwie Essex, w dystrykcie Colchester. Uznane za najstarsze miasto w Wielkiej Brytanii, założone przez Rzymian (wymienione przez Pliniusza Starszego w roku 77). Przez miasto przepływa rzeka Colne. Colchester jest siedzibą Uniwersytetu  Essex.

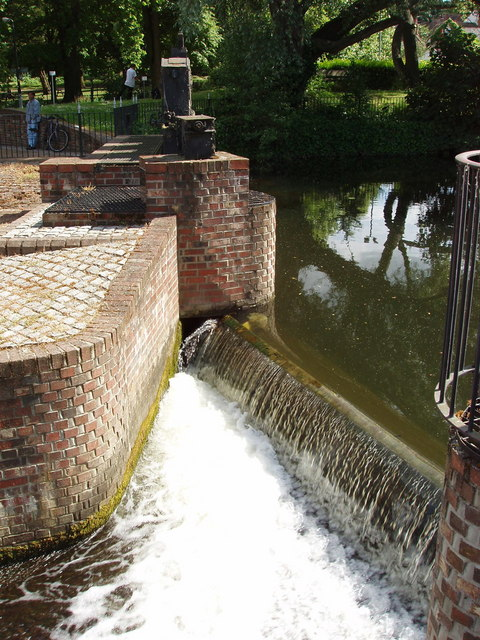
Jaz na rzece Colne przy parku zamkowym w Colchester

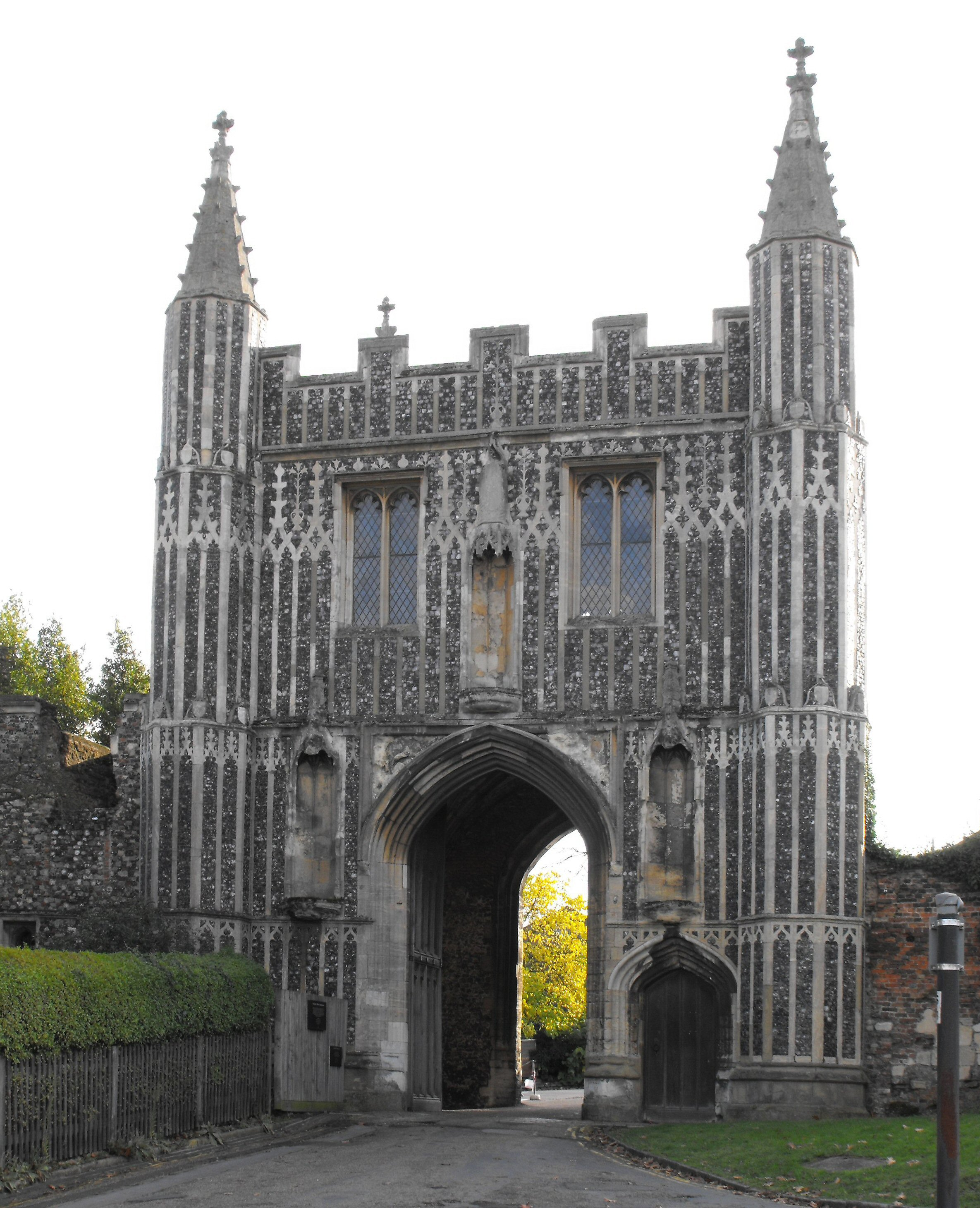
Zachowana brama wjazdowa do St.Johns Abbey – opactwa benedyktyńskiego z XIV wieku. Samo opactwo zostało zniszczone podczas angielskiej wojny domowej

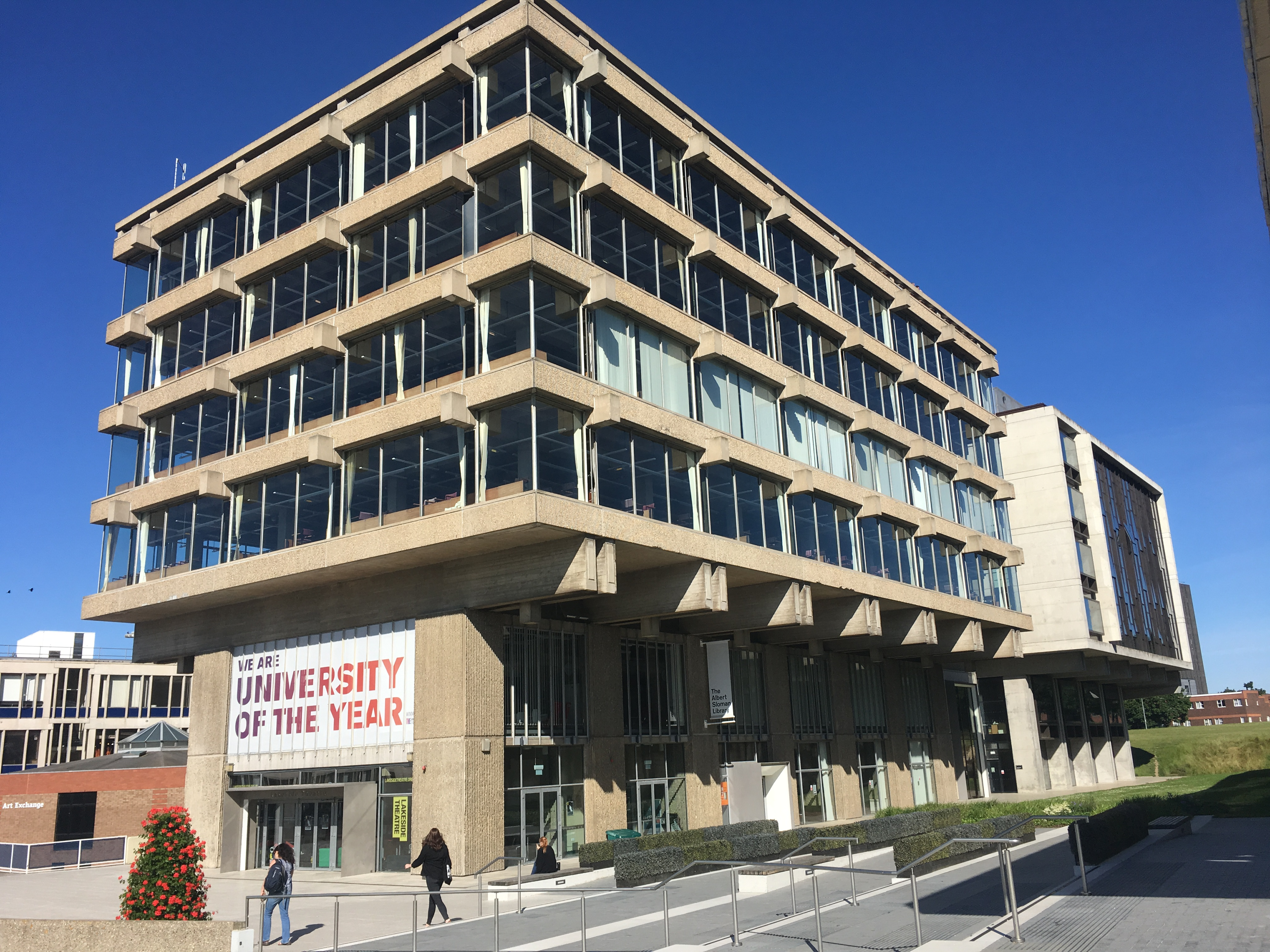
Biblioteka Uniwersytetu Essex w Colchester

## Toponimia
Celtycka nazwa miasta to Camulodunon (od celtyckiego boga wojny). Od roku 49, gdy Rzymianie posunęli się na północ, miasto znane było pod nazwą Colonia Claudia Victricensis. Ten oficjalny tytuł sugeruje, że weterani, którzy mieli się tu osiedlić, pochodzili głównie z legionu XX Valeria Victrix; ale bardziej prawdopodobne jest, że tytuł miał upamiętnić zwycięstwo Klaudiusza nad Brytanią (tytuł victrix mógł nie zostać przyznany legionowi, jak to było w przypadku czternastego legionu, aż do momentu, gdy okazało się, jak ogromna rolę odegrał on w tłumieniu powstania Boudiki (Colchester), na rzece Colne). Colchester został wspomniany w Domesday Book (1086) jako Colecastro/Colecestra.

## Historia

### Czasy celtyckie
Colchester było stolicą plemienia Trinowantów. Tereny ich osadnictwa były rozległe na ok. 307 ha powierzchni, i były ograniczone z trzech stron przez bagniste doliny rzek, a od zachodu przez cztery lub więcej masywne linearne nasypy, które uważa się, że są w dużej mierze tymi wykonanymi przez Cunobelina. Zostały one usypane, aby zamknąć lukę pomiędzy rzeką Colne a rzeką Rzymską i w ten sposób odgrodzić barierą dostęp do miasta. Dowodem, który mógłby potwierdzać ich jeszcze przedrzymskie powstanie, jest m.in. przesunięcie drogi rzymskiej do Londynu. O przedrzymskim osadnictwie świadczy również późnoceltycki cmentarz blisko zachodniego krańca Lexden Park. Przedrzymskie szańce w dużej mierze widoczne, niekiedy dość imponujące, biegną około 5 km z północy na południe. Najbardziej wewnętrzna linia została wyrównana przez Rzymian. Stanowisko miasta Kunobelina, bezpośrednio na zachód od współczesnego miasta, zostało zbadane w trakcie wykopalisk w latach 1930–1939 i 1970.  Nie ma dziś żadnych widocznych pozostałości. Trinowantowie zostali pobici przez Tasciovanusa z Verulamium na krótko przed 10 r. n.e. Jego syn Kunobelin ustanowił tam swoje królewskie miasto i mennicę. Do 43 r. n.e. był znany Rzymianom jako król Brytów, a jego stolica była w tym samym roku głównym celem rzymskiej inwazji.

### Czasy rzymskie
W 50 r. n.e Klaudiusz ufundował rzymską kolonię przylegającą do miasta Kunobelina. Inskrypcja zachowana w Rzymie wspomina o tym jako o Colonia Claudia Victricensis (miasto zwycięstwa),  dla emerytowanych rzymskich żołnierzy. Nowa kolonia zawierająca świątynię cesarza, teatr, dom senatu, została całkowicie zniszczona w 61 r. n.e przez powstanie królowej Boudiki. Po zniszczeniu miasta administracja i główny zarząd prowincji zostały przeniesione najprawdopodobniej do Londynu, ale możliwe, że sama świątynia cesarza była nadal używana. Miasto nie jest wspomniane ponownie w historii, choć jeden z trzech brytyjskich biskupów na soborze w Arles w 314 roku był albo z Colchester albo z Lincoln.

### Czasy późniejsze
W 1189 r. miasto uzyskało przywileje królewskie, nadane mu przez Ryszarda I w Dover. Najważniejszy  budynek z tamtych czasów to istniejący do dziś Zamek Colchester zbudowany na fundamentach świątyni rzymskiej przez biskupa Gundulfa.
W drugiej połowie XVI wieku miasto staje się siedzibą tkaczy i krawców flandryjskich, którzy wprowadzają tkaninę Bays and Says, opartą na wełnie. Część centrum Colchester aż do dziś nosi nazwę centrum holenderskiego. O tamtych czasach świadczą domy z epoki Tudorów.
Podczas II wojny domowej (1648) armia rojalistów prowadzona przez Charlesa Lucasa i George’a Lisle’a wkroczyła do miasta. Ścigająca ich armia parlamentarzystów, dowodzona przez Thomasa Fairfaxa i Henry’ego Iretona oblegała miasto przez jedenaście i pół tygodnia. Rojaliści poddali się, a ich przywódcy zostali straceni w zamku Colchester.

## Gospodarka
W mieście rozwinął się przemysł maszynowy, poligraficzny oraz elektrotechniczny.

## Transport
W mieście znajdują się trzy stacje kolejowe: Colchester North Station, Colchester Hythe (na południu, nad rzeką Colne) oraz Colchester Town (w centrum, najmłodsza stacja). W centrum istnieje też doworzec autobusowy – Colchester Bus Station. Jest to de facto większy przystanek autobusowy z oszklonym pomieszczeniem małej poczekalni (przy ul. Osborna). Przez wiele lat do 2006 roku istniał większy doworzec przy ul. Królowej, z dużym placem manewrowym, budynkiem z poczekalnią i kasami biletowymi. W atmosferze protestów społecznych (m.in. petycja podpisana przez ponad 20 tysięcy osób), teren sprzedano pod budowę galerii handlowej, a obsługę autobusów komunikacji dalekobieżnej przeniesiono do zredukowanej obecnej lokalizacji. Niemniej z miasta codziennie można dojechać autobusem nawet do Manchesteru. Podczas roku akademickiego National Express świadczy połączenia również z przystanków przy kampusie uniwersyteckim na wzgórzu Wivenhoe Park. Komunikacje miejską organizują cztery firmy: – First; – Arriva; – Stephensons of Essex; – Hedingham & Chambers.

## Demografia
Ze spisu powszechnego przeprowadzonego w 2011 roku wynika: – miasto zamieszkiwało 121,859 osób, z czego 50,6% kobiet; – 97,3% ludności zamieszkiwało w budownictwie jednorodzinnym (nie są wliczani studenci Uniwersytetu Essex, choć np. mogą brać udział w wyborach, również lokalnych); -- 43443 (44,1%) dorosłych mieszkańców miasta pozostawało w związkach małżeńskich; – na terenie miasta w 2011 roku było zarejestrowanych 1027 małżeństw i związków partnerskich tej samej płci.

## Polityka
Od końca maja 2023 roku Rada Miasta Colchester jest kierowana przez mniejszościową administrację Liberalnych Demokratów, przy wsparciu Partii Pracy i Partii Zielonych. W wyborach parlamentarnych w 2024 roku Pamela Cox – badaczka z Univeristy of Essex, została pierwszą w historii kobietą wybraną z Colchester.

## Sport
W mieście istnieje klub piłkarski Colchester United, którego tradycje sięgają 1837 roku, gdy drużyna miejska grała pod nazwą Colchester Town Club. Od 2008 roku piłkarze grają na stadionie na 10 tysięcy widzów – Weston Homes Community Stadium, którego budowa kosztowała 14 milionów funtów. Zespół jest w drugiej lidze.

## Wojsko

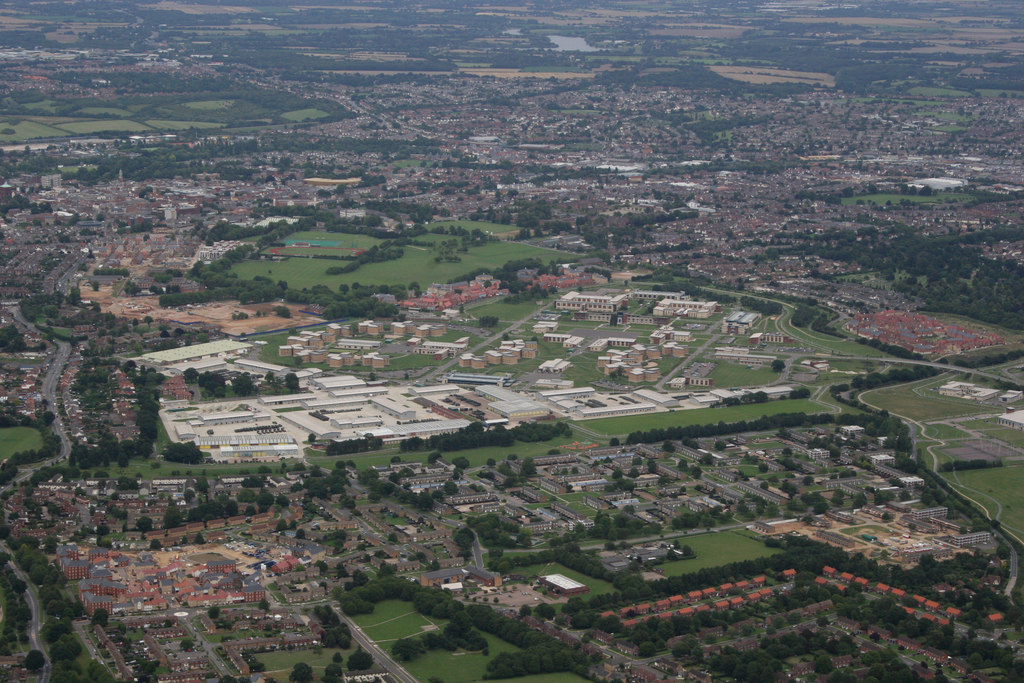
Garnizon Colchester

Miejsce ma tradycje militarne co najmniej od czasów rzymskich. Stacjononował tu XX Legion Valeria Victrix. Od czasu wojen napoleońskich jest tu garnizon, którego żołnierze również kolonizowali Indie, a współcześnie (od 1999 roku), jest siedzibą  powietrznodesantowych wojsk szybkiego reagowania – 16 Air Assault Brigade (jedyna brygada w armii brytyjskiej skoncentrowana na przeprowadzaniu powietrznych operacji szturmowych), będąca częścią brytyjskich kontyngentów podczas wielu misji międzynarodowych.

## Ogród zoologiczny
Od 1963 roku w mieście działa ogród zoologiczny.

## Związani z Colchester
- Damon Albarn i Blur – zespół zawiązał się w mieście i w wielu utworach nawiązuje do Colchester[32];
- Saskia Clark – brytyjska żeglarka urodzona w Colchester;
- Daniel Defoe – pisarz, autor Przypadków Robinsona  Crusoe  – pod koniec życia – w 1772 roku wydzierżawił w Colchester dom i farmę na 99 lat. W posiadłości mieszkała następnie jego córka Hannah Defoe. Dom przetrwał do początku drugiej dekady XXI wieku, następnie szybko popadł w ruinę i został wyburzony pod osiedle deweloperskie[33][34][35];
- Jay Kay – wokalista Jamiroquai  – uczęszczał do prywatnej szkoły średniej pod miastem[36][37];
- Klaus Kinski, reżyser i aktor – był jeńcem wojennym w Colchester[38];
- Margaret Thatcher – była premier Wielkiej Brytanii, pracowała w Colchester pod koniec lat 40. XX wieku jako chemik[39][40].

## Miasta partnerskie
- Wetzlar, Niemcy
- Awinion, Francja
- Imola, Włochy